# Remady
Marc Würgler más conocido por su nombre artístico Remady (nacido el 12 de diciembre de 1977) es un disc jockey y productor suizo de música dance.
El sencillo "No Superstar" lo renombró como dj internacional alcanzando el #75 en Gran Bretaña, #4 en Dinamarca, #5 en Suiza y #8 en Francia. También colaboró con Craig David, Lumidee. y con el dúo suizo Myron. Desde el 2009 ha cooperado con el cantante Manu-L (cuyo nombre real es Emanuel Gut) en el lanzamiento de varias producciones. Entre ellas se encuentra "Single Ladies" la cual alcanzó el número uno en Suiza.

## Como dúo: Player & Remady
En el principio de su carrera Remady trabajo con Beat Gürtler (conocido por su alias Player) como dúo con el nombre de Player & Remady (P&R) cuyos lanzamientos se editaron por la discográfica Sweet & Sexy.
Juntos lanzaron una serie de cuatro EPs, Electro EP 1 (2005), Electro EP 2 (2006), Electro EP 3 (2007) y Electro EP 1 (2008). Sus sencillos fueron "Electrical Orgasm " (2005), "Strange Dayz/Freshness" (2006), "Pulse X" (2006) y "Work"/"This Picture" (2007)

## Discografía

### Álbumes
| 2010 | No Superstar - The Album - Lanzamiento: 23 de octubre de 2010 (FR) - Discográfica: Happy Music (FR) / Phonag (CH) - Formato: CD, descarga digital | 60 | 6 |
| 2012 | The Original (Remady & Manu-L) - Lanzamiento: 23 de marzo de 2012 - Discográfica: Phonag Records - Formato: CD                                    | —  | 5 |
| 2012 | 1+1=3 (Remady & Manu-L) - Lanzamiento: 1 de mayo de 2015 - Discográfica: Phonag Records - Formato: Descarga digital                               | —  | 7 |

### Singles
| Year | Single                                               | Charts | Charts    | Charts | Charts | Charts | Charts | Charts | Certification | Album                    |
| Year | Single                                               | AUT    | BEL (Wal) | DEN    | FR     | GER    | SWI    | UK     | Certification | Album                    |
| ---- | ---------------------------------------------------- | ------ | --------- | ------ | ------ | ------ | ------ | ------ | ------------- | ------------------------ |
| 2001 | "Groovething" (feat. Tylene)                         | —      | —         | —      | —      | —      | 67     | —      |               |                          |
| 2009 | "No Superstar" (as Remady P&R)                       | —      | 40        | 4      | 8      | —      | 5      | 75     |               | No Superstar - The Album |
| 2009 | "Need 2 Say"                                         | —      | —         | —      | —      | —      | —      | —      |               | No Superstar - The Album |
| 2009 | "Danger Zone" (feat. Jorge Martin S)                 | —      | —         | —      | —      | —      | —      | —      |               | No Superstar - The Album |
| 2010 | "Give Me a Sign" (feat. Manu-L)                      | 55     | 46        | —      | 11     | 58     | 11     | —      |               | No Superstar - The Album |
| 2010 | "I'm No Superstar" (feat. Lumidee & Chase Manhattan) | 61     | —         | —      | —      | 74     | —      | —      |               | No Superstar - The Album |
| 2010 | "Do It On My Own" (feat. Craig David)                | —      | —         | —      | 12     | —      | 28     | —      |               | No Superstar - The Album |
| 2011 | "Save Your Heart" (feat. Manu-L)                     | —      | —         | —      | 38     | —      | 41     | —      |               | No Superstar - The Album |
| 2011 | "The Way We Are" (feat. Manu-L)                      | —      | —         | —      | 60     | —      | 30     | —      |               | No Superstar - The Album |
| 2011 | "If You Believe" (feat. Manu-L)                      | —      | —         | —      | —      | —      | —      | —      |               | No Superstar - The Album |
| 2011 | "Honestly" (feat Jonastian Lozua)                    | —      | —         | —      | —      | —      | —      | —      |               | No Superstar - The Album |
| 2012 | "Single Ladies" (feat. Manu-L & J-Son)               | 45     | —         | —      | 83     | 41     | 1      | —      |               | The Original             |
| 2012 | "Doing It Right" (with Manu-L feat. Amanda Wilson)   | —      | —         | —      | —      | —      | 15     | —      |               | The Original             |
| 2012 | "Higher Ground" (with Manu-L)                        | —      | —         | —      | —      | —      | 28     | —      |               | The Original             |